# Elliniki Aristera
Die Elliniki Aristera (griechisch Ελληνική Αριστερά, Ellinikí Aristerá, Abkürzung Ε.ΑR. Griechische Linke) war eine griechische politische Partei in den 1980er und 1990er Jahren. Hervorgegangen als Nachfolgerin der Kommunistischen Partei Griechenlands (Inland), vertrat sie einen eurokommunistischen Kurs.
Nachdem die Griechische Linke mit der Kommunistischen Partei Griechenlands (KKE) im Wahlbündnis Synaspismos gemeinsam antrat, waren sie im Jahr 1989 kurz an einer Regierung mit der konservativen Nea Dimokratia beteiligt, um den bis dahin regierenden Ministerpräsidenten Andreas Papandreou die Immunität entziehen und ihn vor Gericht stellen zu können. 1991 verließ die KKE das Bündnis, woraufhin Synaspismos als Partei gegründet wurde, in der die Griechische Linke aufging.